# Physematium burgessiana
Physematium burgessiana — вид родини вудсієвих (Woodsiaceae), що зростає на півдні Африки.

## Біоморфологічна характеристика
Він має списоподібні, м'яко волохаті, перисті листки 10–15 × 2.5–5 см; їх листочки сидячі, довгасті та глибоко розщеплені на широкі частки, які на вершині зубчасті; часточки несуть зазвичай 2–4 соруси.

## Середовище проживання
Зростає на півдні Африки: Мадагаскар, ПАР, Лесото, Зімбабве.